# Казка про чарівний бісер
«Казка про чарівний бісер» — радянський двосерійний художній фільм 1988 року, знятий режисером Ільмурадом Бекмієвим на кіностудії «Туркменфільм».

## Сюжет
За мотивами туркменських народних казок. Юний пастух Мурад та красуня Айгуль покохали один одного. Але недовго було щастя молодих. Злий дев забрав дівчину і заточив у підземеллі разом з іншими красунями, гіркі сльози яких перетворювалися на сріблястий бісер. Мурад із друзями та братом Айгуль, Аманом, вирушили її рятувати. На своєму шляху їм довелося подолати багато перешкод, але все-таки вони знайшли похмуру печеру злого дева і звільнили чудових полонянок.

## У ролях
- Тиллагозель Гельдиєва — Айгуль
- Юсуп Кулієв — Мурад
- Бегенч Гунібеков — Аман
- Берди Аширов — купець Мамед
- Худайберди Ніязов — Курбан
- Чари Ішанкулієв — злий Дев
- Аман Одаєв — добрий Дев
- Е. Ходжамухомедова — Гюльджемал
- Джума Бердиєв — Єламан
- Керім Аннанов — Карамерген
- Я. Бекмієв — Міралі
- Д. Халмамедов — Ахмед
- Батир Ішанкулієв — Керім
- Г. Агалієв — Мірза
- Гульнабат Аширова — стара-пустельниця
- Артик Джаллиєв — Караванбаші
- Д. Черкезова — епізод
- Б. Караєва — епізод
- Г. Самедова — епізод
- К. Амандурдиєв — епізод
- Антоніна Рустамова — торгівка
- Аман Реджепов — епізод
- Гельди Сейдієв — торговець
- Оразмурад Гуммадов — епізод
- Ата Довлетов — епізод
- Нурбібі Кутлієва — епізод

## Знімальна група
- Режисер — Ільмурад Бекмієв
- Сценарист — Світлана Михальченко
- Оператор — Батир Атаєв
- Композитор — Мурат Атаєв
- Художник — Олександр Чернов